# Braunscheckauge
Das Braunscheckauge oder das Kleine Braunauge (Lasiommata petropolitana) ist ein Schmetterling (Tagfalter) aus der Familie der Edelfalter (Nymphalidae).

## Merkmale
Die Falter erreichen eine Flügelspannweite von ca. 35 Millimetern. Sie sehen dem Braunauge (Lasiommata maera) sehr ähnlich, sind aber deutlich kleiner. Färbung und Zeichnung sind fast identisch: Die Oberseite der Flügel hat eine graubraune Grundfärbung. Auf den Vorderflügeln ist ein großer Teil orangebraun gefärbt, wobei ein dunkelbrauner Wisch dieses Feld trennt. In diesem orangen Feld findet sich nahe der Flügelspitze ein meist doppelt weiß gekernter, schwarzer Fleck, dessen Umgebung etwas heller orange gefärbt ist. Auf den Hinterflügeln finden sich drei bis vier ebenfalls weiß gekernte, schwarze Flecken, die aber deutlich kleiner sind. Nur eng um diese herum sind die Hinterflügel orange gefärbt. Der am weitesten außen gelegene Fleck ist in erster Linie orange und hat in der Mitte nur einen winzigen gekernten Fleck. Die Unterseiten der Vorderflügel sind orangebraun und haben ebenfalls einen doppelt weiß gekernten, schwarzen Augenfleck. Auf den hellbraungrauen Hinterflügeln befinden sich in den Zellen 1c - 6 braune Augenflecke mit schwarzen und weißen Rändern und weißen Kernen.
Der Unterschied zum Braunauge besteht in einem auf den Hinterflügeln verlaufenden, dunkelbraunen Querstreifen, der beim Braunauge fehlt. Auch ist die Orangefärbung des Braunscheckauges zum Teil nicht so stark ausgeprägt, was die dunklen Linien auf den Vorderflügeln besser zu Geltung kommen lässt. Dieses Merkmal ist aber nicht zur Unterscheidung geeignet.

### Ähnliche Arten
- Braunauge (Lasiommata maera)
- Mauerfuchs (Lasiommata megera)

## Verbreitung
Die Tiere kommen in Teilen von Nordeuropa, in den Alpen und Teilen von Osteuropa und Sibirien bis zum Amur in hohen Lagen vor. Sie leben in einer Höhe von 500 bis 2250 Metern, im Norden Europas von 100 bis 1200 Meter. Man findet sie an steinigen, sandigen oder felsigen Hängen und an Waldrändern und -lichtungen.

## Lebensweise
Die Falter ruhen häufig an offenen Stellen am Boden oder auf Baumstämmen. Sie schlafen an steilen Felshängen und Böschungen oder auf Baumstämmen bzw. deren Wurzeln.

### Flugzeit
Die Tiere fliegen pro Jahr in einer Generation von Ende April bis Anfang August. In tiefen Lagen besteht die Möglichkeit einer zweiten Generation.

## Nahrung der Raupen
Die Raupen ernähren sich von Echtem Schaf-Schwingel (Festuca ovina), Landreitgras (Calamagrostis epigeios) und Gewöhnlichem Knäuelgras (Dactylis glomerata).